# Коваленко, Иван Ефимович
Ковале́нко Ива́н Ефи́мович (13 января 1919, Лецки — 18 июля 2001, Боярка) — украинский поэт-шестидесятник, диссидент, политзаключённый советского времени, учитель. В творчестве придерживался классических канонов, хотя и экспериментировал с поэтическими формами верлибра и сонета.

## Биография

### Детство и юность
Иван Коваленко родился 13 января 1919 года в с.Лецки на Переяславщине в крестьянской семье. Окончил Переяславскую школу № 1. Зимой Иван учился, а летом возвращался в родное село работать в коммуне. Чуть не погиб во время голода на Украине 1932-33 годов, когда вымерла половина села. Учился хорошо, но за непокорный нрав трижды исключался из школы. Увлекался астрономией (в школе была обсерватория), организовал школьный театр, много читал, начал писать стихи. Последние два года учёбы жил при школе, поскольку не получал поддержки от родителей. Не был ни пионером, ни комсомольцем.

### Студенческие годы и женитьба
После школы лечился от туберкулёза, работал строителем в Киеве, закончил последний класс вечерней школы, чтобы улучшить аттестат. В 1938 году поступил на романо-германский факультет Киевского государственного университета им. Т. Г. Шевченко. Выделялся среди однокурсников яркостью и разнообразием талантов — писал стихи, хорошо рисовал, играл на многих струнных инструментах. В 1939 году вступил в брак с однокурсницей Ириной Павловной Пустосмеховой, родом из украинской интеллигентской семьи. Мать Ирины много лет работала и дружила с Михаилом Коцюбинским, её родственник — соавтор слов украинского национального гимна «Ще не вмерла Україна». Отец Ирины, Павел Филиппович Пустосмехов, был репрессирован и расстрелян в 1937 г. Семья жены оказала огромное влияние на становление будущего поэта.

### Учительство
Годы Второй мировой войны Иван Коваленко с женой провели в Чернигове. Пытались эвакуироваться, но попали в Пирятинское окружение. Вернулись в Чернигов, где чуть не умерли с голода. Спасались случайными заработками: Иван рисовал иконы, менял их в селах на продукты. В 1943 году после освобождения Чернигова Коваленко был призван в армию, но медкомиссия признала его негодным из-за болезни сердца и крайнего истощения. В том же году Ивана Коваленко назначили директором единственной уцелевшей черниговской школы № 4. Вместе с женой работал учителем, преподавал иностранные языки и астрономию.
В 1947 году супруги Коваленко с двухлетним сыном Олесем перебрались в г. Боярку под Киев. В Боярке работали в школе № 1, где Иван Коваленко преподавал астрономию, английский, французский и немецкий языки. В 1957 году родилась дочь Мария. Супруги Коваленко вели большую просветительскую работу: собрали школьную библиотеку, организовали самодеятельный театр, ставили пьесы, организовывали экскурсии и походы, проводили литературные вечера. Ученики и общественность их уважала, партийное начальство притесняло, главным образом из-за их непримиримости к недостаткам в работе школы. В 1955 году за неуважение к открытому партийному собранию Ивана Коваленко уволили с работы и не допускали к педагогике на протяжении пяти лет. Только в 1960 году ему было позволено стать учителем в вечерней школе рабочей молодёжи, где он проработал до 1972 года.

### Под надзором КГБ
В 1960-е годы Иван Коваленко все чаще обращается к гражданской тематике в поэзии. В 1961 году на литературном вечере, посвящённом 100-летию со дня смерти Тараса Шевченко, он читает своё открыто критическое стихотворение «У поета тільки слово» («У поэта только слово»). С этого момента КГБ установливает за ним наблюдение. В 1966 году Коваленко организует в Боярке литературный вечер с участием шестидесятников Евгена Сверстюка, Василя Стуса, Надежды Светличной. В доме Ивана Ефимовича хранился русский и украинский самиздат, многие образцы которого он перепечатал и широко распространял. В это же время он пишет много стихов патриотической и национально-освободительной тематики. Стихотворения и статьи Ивана Коваленко нелегально передавались за рубеж и публиковались в газете «Нове життя» («Новая жизнь») (г. Прешов, Словакия). Сборник стихов Коваленко вышел в Канаде.

### Арест и тюрьма
В день 53-летия поэта, 13 января 1972 года, Иван Коваленко был арестован в рамках кампании репрессий против украинской творческой интеллигенции (в тот же день были арестованы Зиновий Антонюк, Иван Гель и др.). Поводом стал донос некоторых коллег о том, что он публично назвал оккупацию Чехословакии в 1968 году «фашистской акцией». Ему было инкриминировано изготовление и распространение самиздата, в частности собственных стихов, как было сказано в приговоре, «антисоветского, националистического и клеветнического содержания». Решением закрытого суда Коваленко был осуждён на 5 лет колонии строгого режима. Виновным он себя не признал, покаянное письмо в прессу писать отказался.
Иван Коваленко отбывал наказание в лагере строгого режима ВС-389/35 ст. Всесвятская, пос. Центральный Пермской области. Среди его солагерников были известные диссиденты-шестидесятники: Иван Светличный, Игорь Калинец, Тарас Мельничук, Евгений Пронюк, Семён Глузман, Владимир Буковский, Валерий Марченко и др. И в лагере Коваленко оставался учителем: давал уроки иностранных языков, в частности И. Светличному (французский) и В. Буковскому (английский). Почти все стихи, написанные Иваном Коваленко в лагере, были изъяты администрацией, только малую их часть удалось передать на волю в письмах жене, а кое-что он запомнил наизусть. К концу срока Коваленко был этапирован в Киев и освобождён в 1977 году инвалидом П группы[уточнить].

### После освобождения
Иван Коваленко вернулся домой 13 января 1977 года, тоже в день своего рождения. Два года добивался пенсии (57 руб.). Был реабилитирован в 1991 году. После обретения Украиной независимости его стали печатать в прессе, приглашать на радио и телевидение. В 1995 году вышел первый авторский сборник стихов Ивана Коваленко «Недокошений луг» («Недокошенный луг»). В 1996 г. Служба безопасности Украины вернула материалы, сопровождавшие его дело, среди которых оказались некоторые стихи. Благодаря этому в 1999 году к 80-летию поэта в издательстве «Освіта» вышел более полный сборник «Джерело» («Источник»). В 2006 г. в издательстве «Логос» вышло практически полное собрание сочинений Ивана Коваленко «Перлини» («Жемчуга»). В 2009 — сборник избранных стихов «Учитель». В 2012 — сборник для школ «Порив до небес» («Порыв к небесам»).
Умер Иван Коваленко 18 июля 2001 года. Похоронен в Боярке. На протяжении всей жизни он принципиально не входил ни в одну партию или группировку.

## Творчество
Творческая судьба Ивана Коваленко довольно трагична, поскольку многие из ранних произведений утеряны во время Второй Мировой войны. Большая часть творчества зрелых лет потеряна из-за ареста и следствия. Во время ареста были изъяты все до единого стихотворения Коваленко. Творчество поэта в черновиках, написанных карандашом (а таких было большинство), было уничтожено в ходе следствия. Стихи, написанные на протяжении 10 месяцев в следственном изоляторе, почти все утеряны на этапах. Лишь несколько сохранилось благодаря его адвокату. Почти все, что писал в лагере, тоже было отобрано и уничтожено. Тем не менее творчество поэта насчитывает более 400 поэтических, публицистических произведений и переводов. Творчество Ивана Коваленко высоко оценили Иван Светличный, Николай Жулинский, Евгений Сверстюк, Иван Драч и т. д.
Поэтическое наследие Ивана Коваленко отличается широтой тематики, образностью, богатством тропов, оригинальными авторскими неологизмами. Особого внимания заслуживают лирические стихи поэта — изысканные, мелодичные, полные глубокого философского содержания. Гражданские стихи поэта — страстные, обличительные, полные любви к Украине и боли за её замученных сыновей — ходили в самиздате во времена тоталитаризма и стали основанием для обвинений Ивана Коваленко в антисоветской деятельности и национализме.
Печатался в советское время в газете «Новая жизнь» (Прешов, Словакия). Во времена независимости Украины — в украинской периодике и Канаде.

## Песни на стихи
Песни на стихи Ивана Коваленко имеют в своих наработках нар. арт. Украины Надежда Шестак, засл. арт. Украины Инна Андрияш, нар. арт. Украины Александр Василенко, нар. арт. Украины Анатолий Гнатюк, засл. арт. Украины Виктор Кошель, нар. арт. Украины Виктор Шпортько, засл. арт. Украины Павел и Петр Приймаки, Карина Плай, Елена Хижная, Лариса Руснак, солист Ансамбля вооружённых сил Украины Сергей Юрченко, лауреат всеукраинских и международных конкурсов Руслана Лоцман, заслуженный Народный хор Украины им. Г. Верёвки.
Музыку к песням написали Олег Саливанов, Владимир Зубок, Татьяна Володай, Юрий Бабенко, Владимир Вишняк, Радислав Кокодзей, Александр Присиченко и другие музыканты.
Список песен на слова Ивана Коваленко

 1. «Я в житі спав». Музыка Олега Саливанова на стихотворение Ивана Коваленко «Я в житі спав, коли цвіло колосся».

 2. «Осіння пісня». Музыка Олега Саливанова на одноимённое стихотворение Ивана Коваленко.

 3. «Тебе нема». Музыка Виктории Саливановой на стихи Ивана Коваленко «А квіти ті, що ти зібрала» и «Чернігів довго тебе кликав».

 4. «Я тут зростав». Музыка Виктории Саливановой на стихотворение Ивана Коваленко «Верба похила над водою…».

 5. «Знову сніг». Музыка Олега Саливанова на стихи Ивана Коваленко «Знову сніг» и «Сніжинки-перлинки пливуть у повітрі…»

 6. «Я тим щасливий, що живу». Музыка Олега Саливанова на одноимённое стихотворение Ивана Коваленко.

 7. «Два шляхи». Музыка Олега Саливанова на стихотворение Ивана Коваленко «Доньці».

 8. «Літній день». Музыка Олега Саливанова на одноимённое стихотворение Ивана Коваленко.

 9. «Люблю тебе». Музыка Виктории Саливановой на стихотворение Ивана Коваленко «Освідчення через 35 років».

 10. «Повір». Музыка Олега Саливанова на стихотворение Ивана Коваленко «Ти уяви, який тут луг».

 11. «Колискова». Музыка Олега Саливанова на одноимённое стихотворение Ивана Коваленко.

 12. «Вечір». Музыка Олега Саливанова на одноимённое стихотворение Ивана Коваленко.

 13. «Зберігайте насіння!». Музыка Олега Саливанова на одноимённое стихотворение Ивана Коваленко.

 14. «Гуцулка Марічка». Музыка Олега Саливанова на стихотворение Ивана Коваленко «У гори, у гори…»

 15. «Дивосвіт». Музыка Олега Саливанова на стихотворение Ивана Коваленко «Шум лісовий…»

 16. «Вміють очі говорити». Музыка Олега Саливанова на одноимённое стихотворение Ивана Коваленко.

 17. «Червона калина». Музыка Олега Саливанова на одноимённое стихотворение Ивана Коваленко.

 18. «Ожиємо, брати, ожиєм!». Музыка Олега Саливанова на стихи Ивана Коваленко с триптихе «Віра, надія, любов».

 19. «Моїй Батьківщині». Музыка Владимира Зубко на одноимённое стихотворение Ивана Коваленко.

 20. «Лебедина пісня». Музыка Татьяны Володай на одноимённое стихотворение Ивана Коваленко.

 21. «Річка, вулиця, місток». Музыка Татьяны Володай на одноимённое стихотворение Ивана Коваленко.

 22. «Прийди у сад». Музыка Юрия Бабенко на одноимённое стихотворение Ивана Коваленко.

 23. «Осінь». Музыка Олега Саливанова на стихотворение Ивана Коваленко «Хто це бродить по саду?..»

 24. «Георгіна». Музыка Радислава Кокодзея на стихотворение Ивана Коваленко «В час осінній, сумний доцвітає в саду георгіна…»

 25. «Сіра мелодія». Музыка Владимира Вишняка на одноимённое стихотворение Ивана Коваленко.

 26. «Спалах». Музыка Владимира Вишняка на стихотворение Ивана Коваленко «Попереду і позаду океани небуття…».

 27. «Гопак». Музыка Александра Присиченко на одноимённое стихотворение Ивана Коваленко.
Большинство песен входит в два музыкальных альбома: «Я тим щасливий…» («Я счастлив тем…» и «А пісня все живе» («А песня все живёт»).
Прослушать песни можно на сайте, посвящённом творчеству Ивана Коваленко Архивная копия от 21 июля 2010 на Wayback Machine.

## Увековечивание памяти
Именем Ивана Коваленко названа улица в городе Боярке под Киевом. На доме, который поэт построил своими руками и в котором он прожил с семьёй почти полвека (за вычетом пяти лет заключения), установлена мемориальная доска. С 2012 года в Боярке проходит ежегодный Молодёжный фестиваль искусств имени Ивана Коваленка. В рамках Фестиваля проводятся поэтический конкурс, конкурсы чтецов, гитаристов и вокалистов.

## Поэтические сборники
- «Недокошений луг» (1995 г.)
- «Джерело» (1999 г.)
- «Перлини» (2006 г.)
- «Учитель» (2009 г.)
- «Порив до небес» (2012 г.)